# Ost-Friesland
|  | Sammenskrivningsforslag Artiklerne Østfrisland, Ost-Friesland er foreslået sammenskrevet. (Siden februar 2018) Diskutér forslaget |

Ost-Friesland (tysk) eller Øst-Frisland (dansk) er en samlet betegnelse for de frisiske områder i det nordvestlige Niedersachsen i Tyskland. Området omfatter det egentlige Østfrisland (bestående af landkreisene Aurich, Wittmund, Leer og byen Emden) og det oldenborgske Frisland (Landkreis Friesland og byen Wilhelmshaven). I en bredere forståelse af begrebet kan også regionerne Saterland, Butjadingen og Wursten regnes til Ost-Friesland. Området Ost-Friesland dækker dermed hele den ostfrisiske bosætningsområde i det nuværende tyske delstat Niedersachsen. 
Området mellem floden Dollart og bugten Jadebusen blev også kaldt Ostfriesische Halbinsel eller på dansk Østfrisisk halvø.

## Historie
Delingen mellem det nuværende Østfrisland i vest og det oldenborgske Frisland i øst går tilbage til den sene middelalder, hvor de såkaldte østfrisiske høvdinger afløste den tidligere frisiske frihedsperiode. Omkring 1359 forenede høvdingen Edo Wiemken fra Jever de tre østfrisiske gaue ved Jadebugtens nordvestside Rüstringen, Östringen og Wangerland og grundlagde på den måde Herskabet Jever. Senere kom Jever til Hertugdømmet Oldenborg. De vestlige gaue udgjorde Fyrstedømmet Østfrisland, som senere kom til Preussen.
53°26′28″N 7°38′45″Ø / 53.4412°N 7.6457°Ø